# Samara (plod)

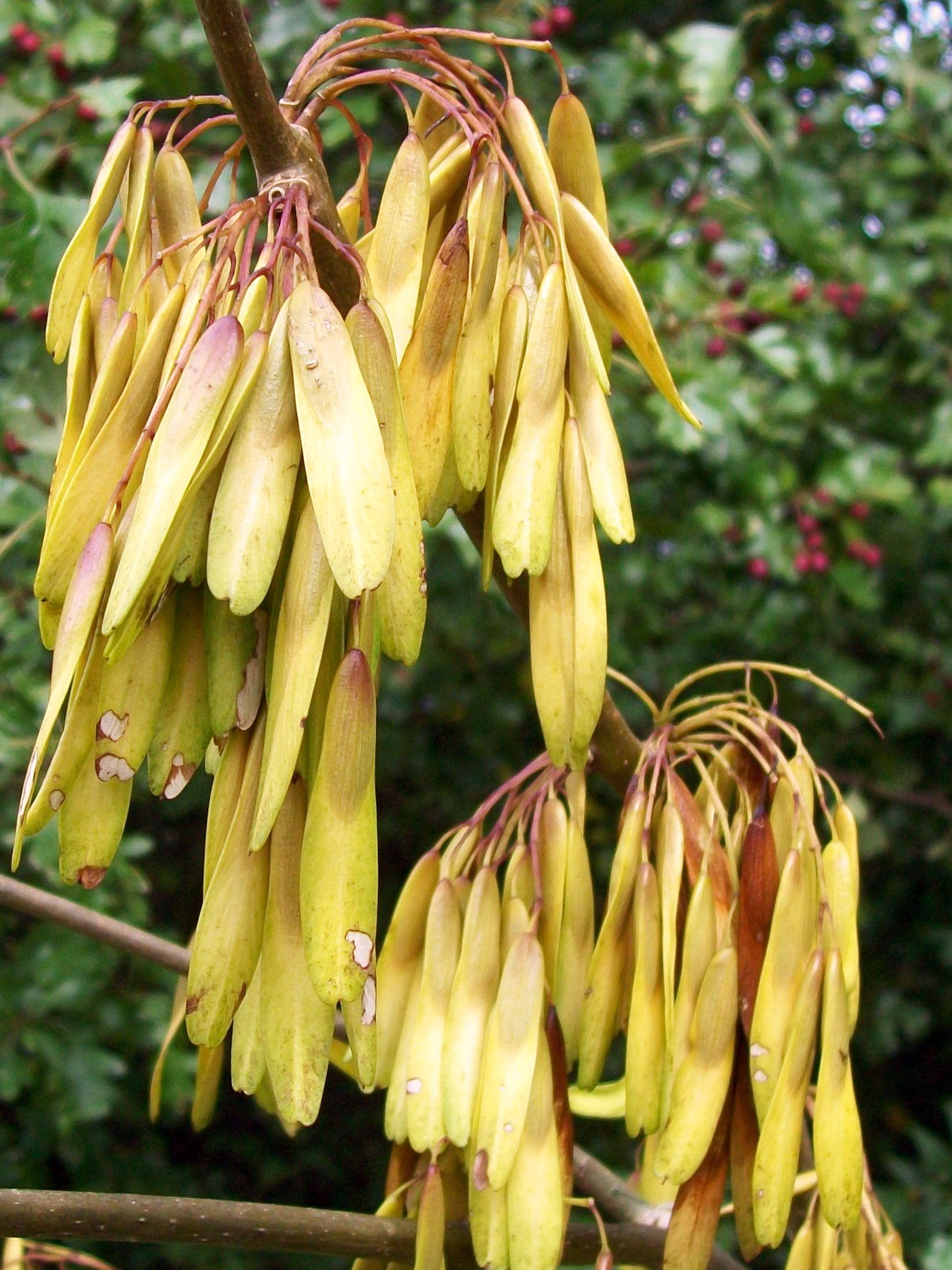
Plodenství samar jasanu ztepilého

Samara (křídlatá nažka) je typ plodu krytosemenných rostlin. Je to v podstatně nažka, opatřená křídlem, které vzniká ze stěny semeníku. V rámci české květeny má tento typ plodu např. jasan a jilm. U některých rostlin jsou křídlaté plody poltivé (javor) nebo tvoří souplodí (liliovník). Pokud křídlo vzniká z jiných částí květu či z listenů, nazývá se plod pseudosamara (lípa, dvojkřídláčovité aj.).

## Popis samary
Pojmem samara se označují suché, nepukavé, zploštělé plody, jejichž oplodí vybíhá v křídlo, které je delší než je délka části plodu obsahující semeno. U pravé samary se křídlo formuje ze stěny semeníku. Takový typ plodu nalezneme např. u jilmu, jasanu, některých bobovitých (Pterolobium), gumojilmu, vítodu Polygala covellii a rodu Zinowiewia z čeledi jesencovité. U liliovníku jsou samary sdružené do souplodí. Takové souplodí se odborně nazývá samaretum. Některé rostliny mají poltivé plody, které se rozpadají na jednotlivé samary. Příkladem takového plodu je dvojsamara (označovaná častěji jako dvojnažka) javoru. Dále lze takový typ plodu nalézt u pajasanu, některých malpígiovitých (např. ajahuaska) a kaciby Zygophyllum aurantiacum.

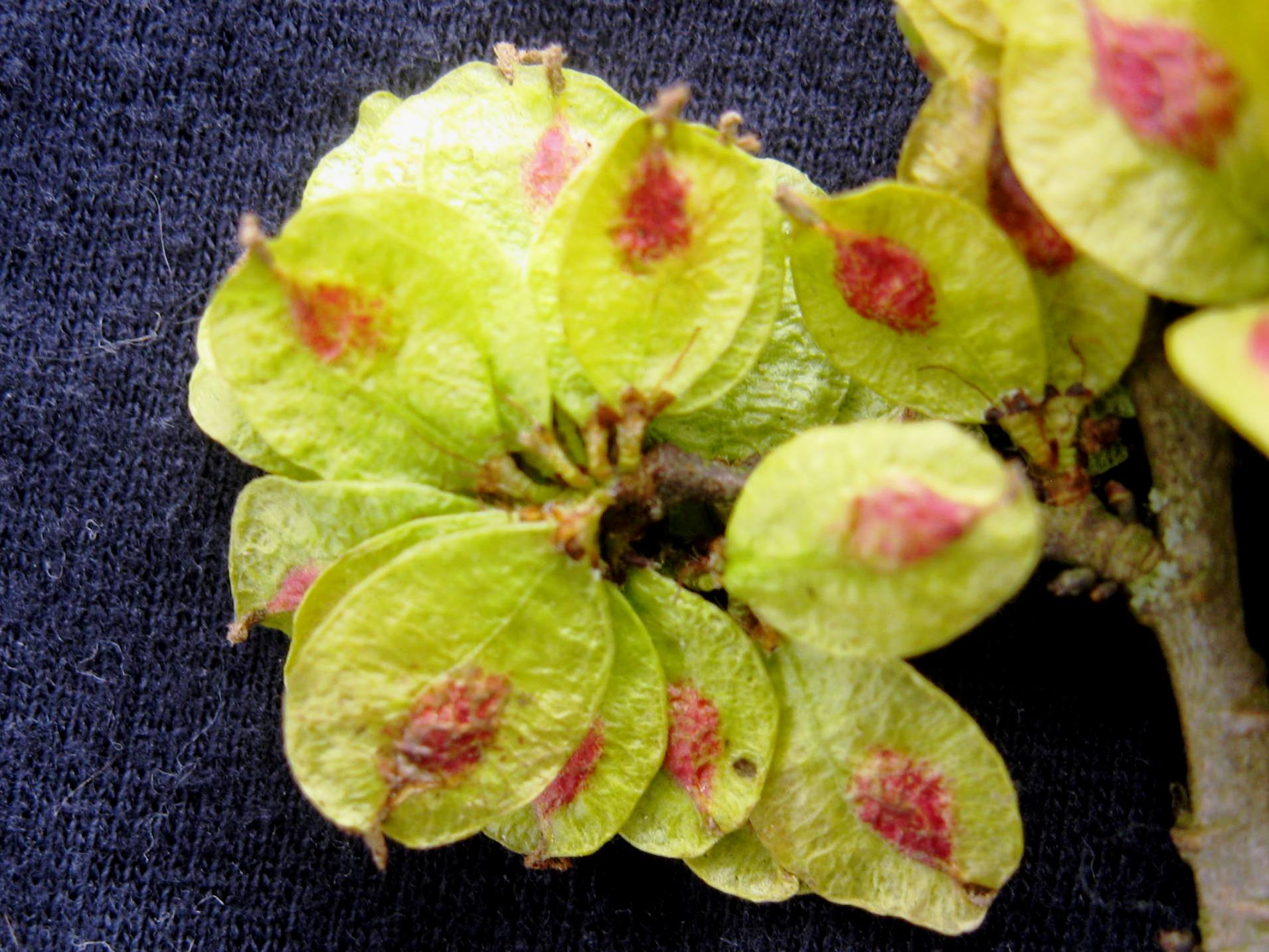
Samary jilmu habrolistého
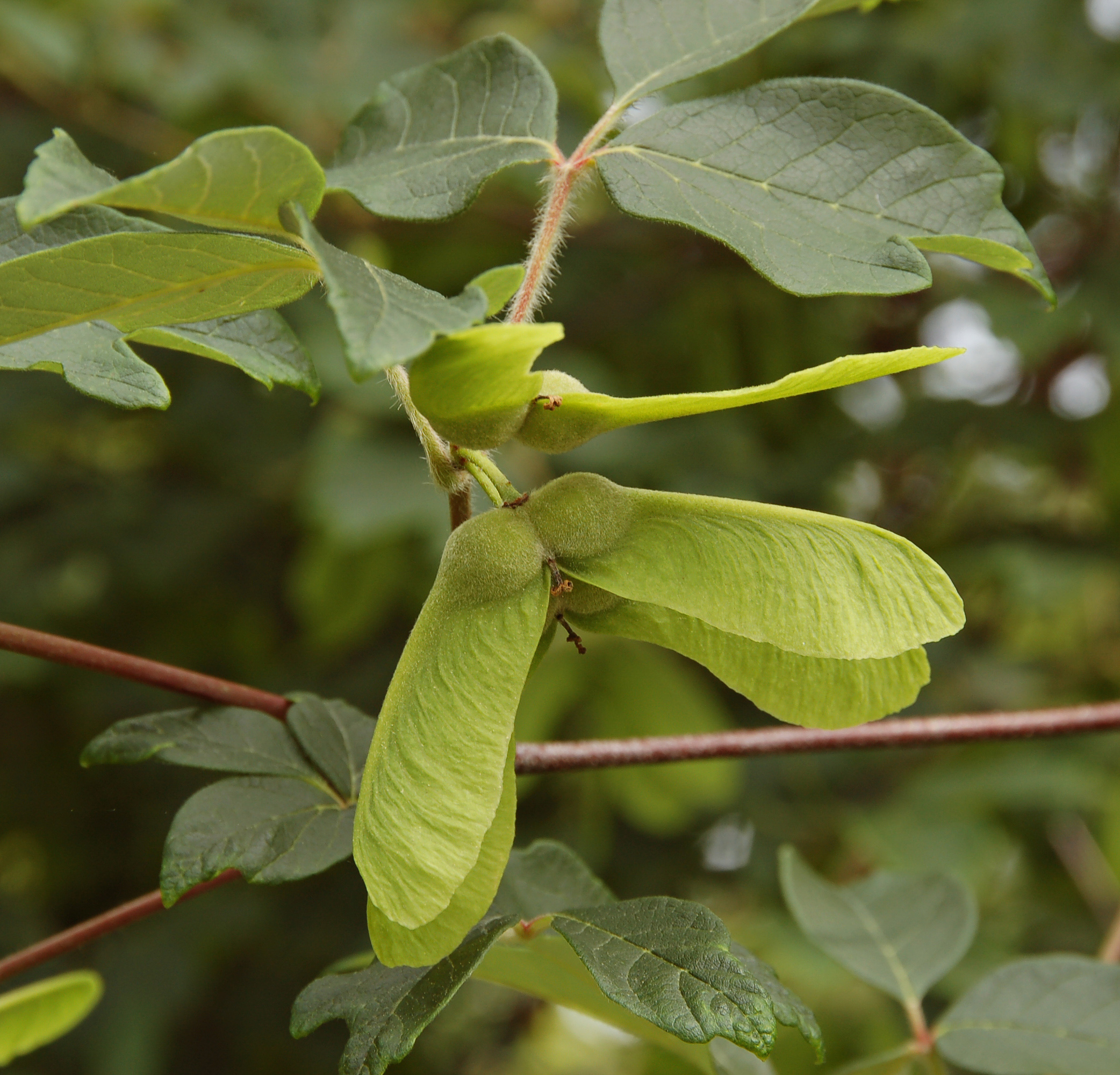
Dvojsamary javoru šedého
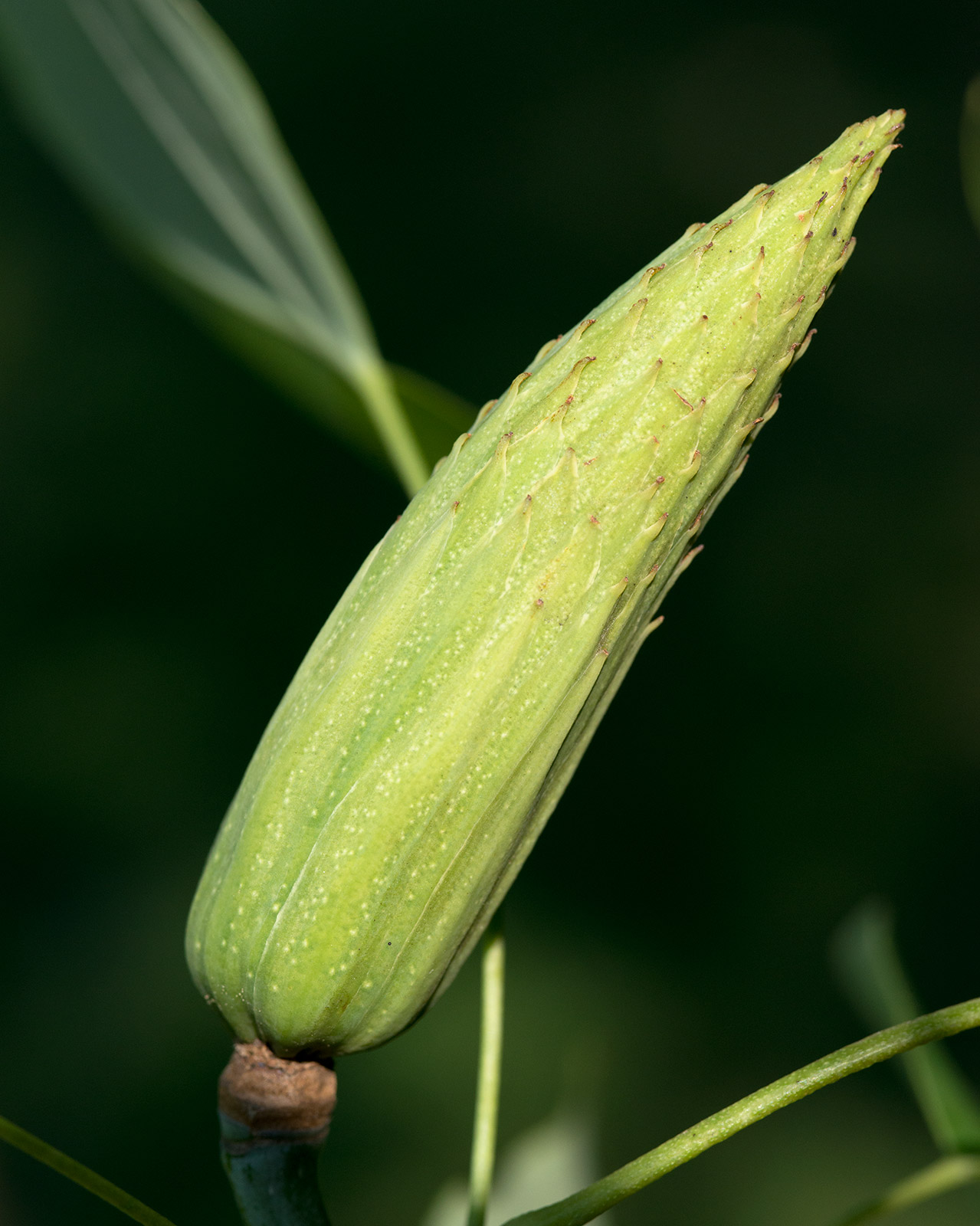
Nedozrálé souplodí samar liliovníku tulipánokvětého

## Nepravá samara
V případě, že se křídlo formuje z jiných květních částí nebo z listenů podepírajících květ, je plod nazýván pseudosamara a jedná se o typ nepravého neboli složeného plodu. Zvětšením vytrvalého kalichu se formují křídla pseudosamary např. u dvojkřídláčovitých (dvojkřídláč, shorea) a rodu gyrokarpus z čeledi stukačovité. Z listenů vznikají pseudosamary habru, lípy, engelhardie a druhu Actinolema macrolema z čeledi miříkovité.

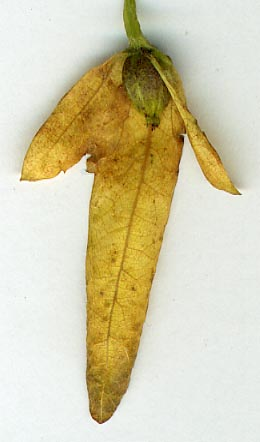
Pseudosamara habru obecného
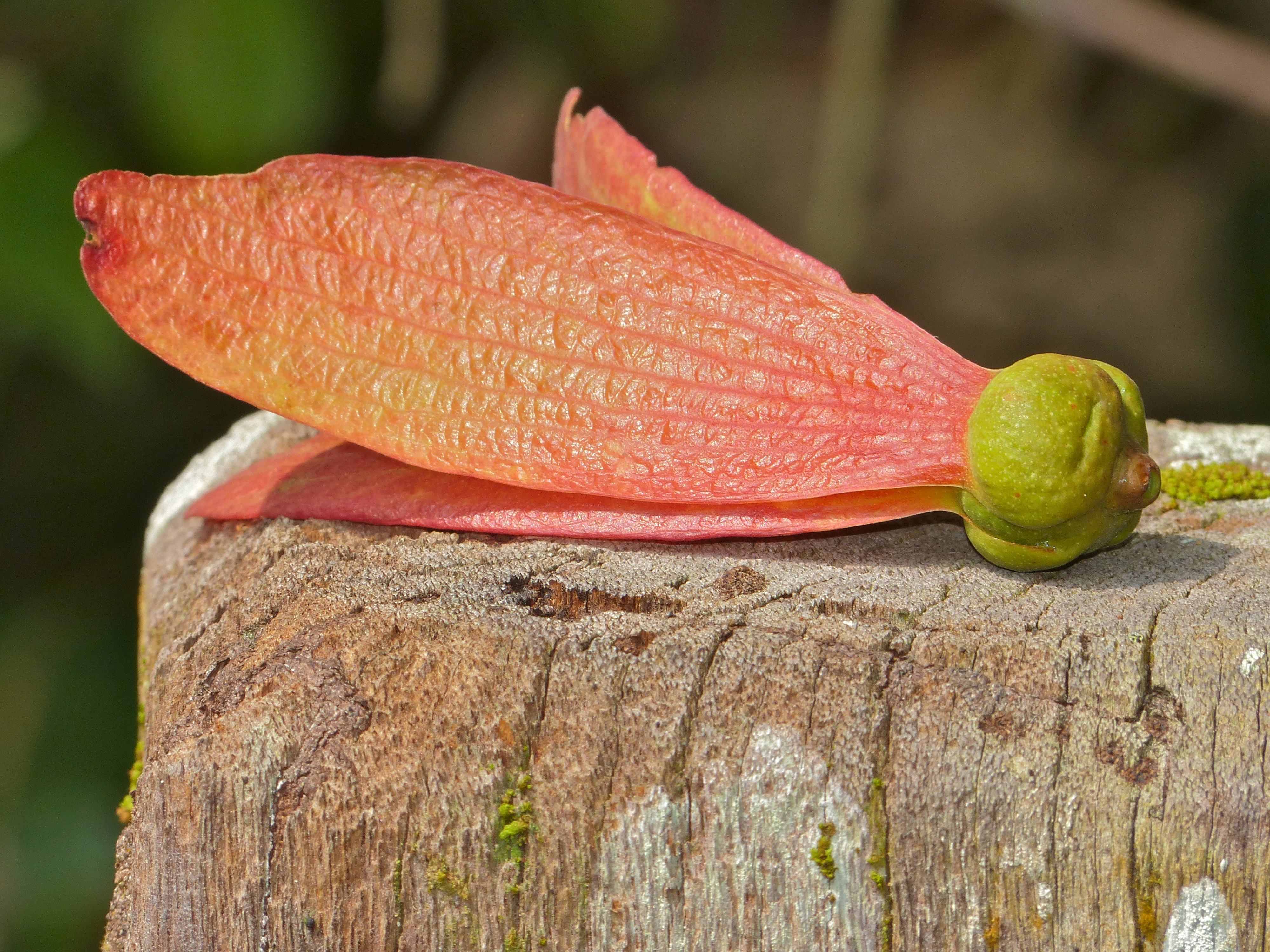
Pseudosamara rodu shorea (dvojkřídláčovité)
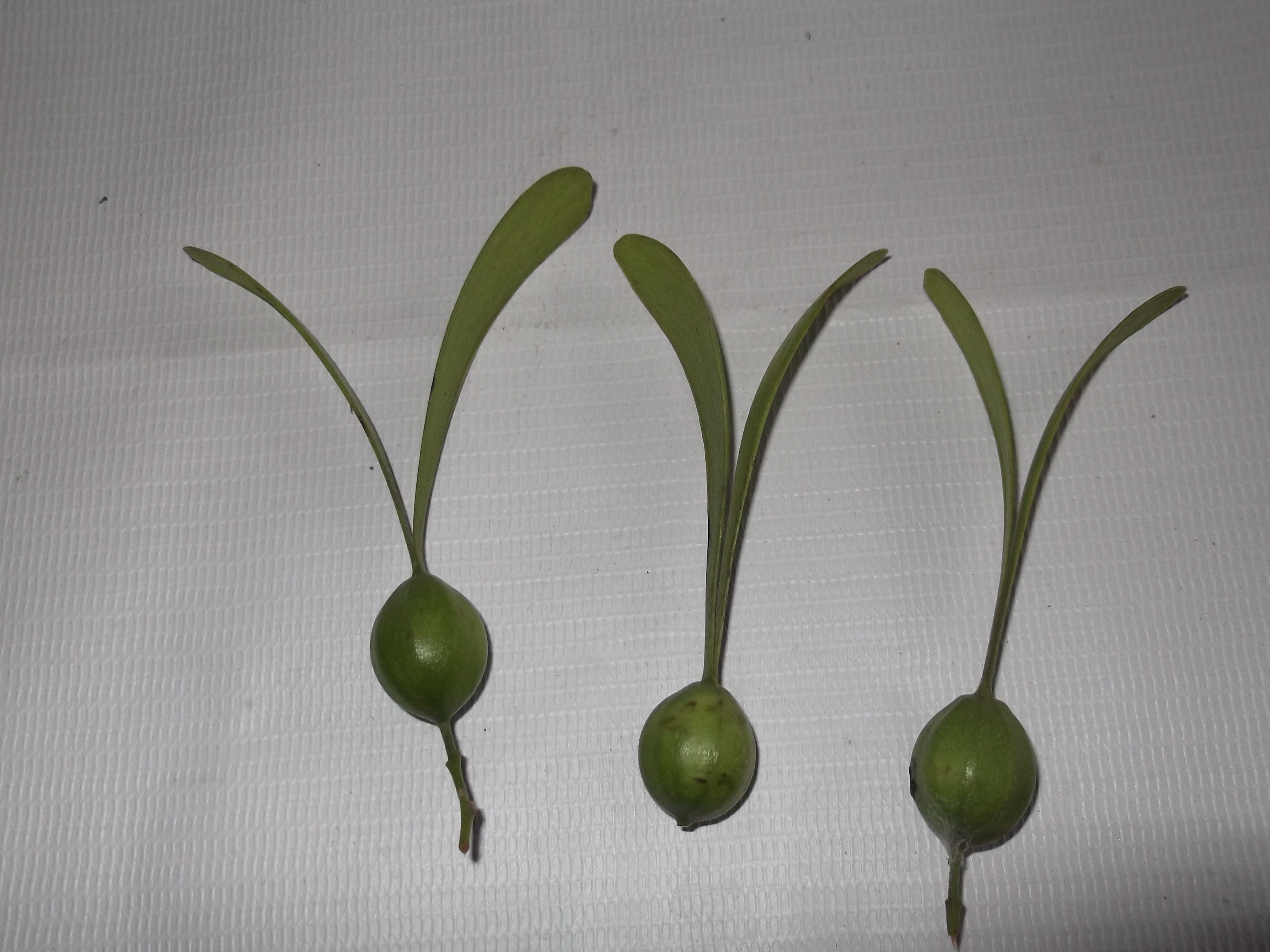
Pseudosamary gyrokarpu Gyrocarpus americanus